# Kisfüzes, Heves
Kisfüzes  este un sat în districtul Pétervására, județul Heves, Ungaria, având o populație de 138 de locuitori (2011). 

## Demografie
Componența etnică a satului Kisfüzes
     Maghiari (97,67%)
     Necunoscut (2,33%)
     Alții (2,33%)
Componența confesională a satului Kisfüzes
     Fără religie (9,42%)
     Necunoscută (90,58%)
     Alte religii (12,32%)
Conform recensământului din 2011, satul Kisfüzes avea 138 de locuitori. Din punct de vedere etnic, majoritatea locuitorilor (97,67%) erau maghiari. Apartenența etnică nu este cunoscută în cazul a 2,33% din locuitori. Nu există o religie majoritară, locuitorii fiind  și persoane fără religie (9,42%). Pentru 90,58% din locuitori nu este cunoscută apartenența confesională.